# Гузовський Олександр Валерійович
Олекса́ндр Вале́рійович Гузо́вський (22 серпня 2000 р., місто Южноукраїнськ, Миколаївська область — 6 червня 2022 р.) — український військовослужбовець, солдат Збройних сил України, учасник російсько-української війни.

## Життєпис
Олександр навчався в загальноосвітній школі Nº 3 Миколаївської області м. Южноукраїнськ. Після дев'ятого класу вступив до Южноукраїнського професійного ліцею та здобув професію електрика. У дев'ятнадцять років став батьком, 9 грудня 2019 року на світ з'явилася донечка Марійка.
В житті Сашка завжди був присутній спорт. В школі карате, в ліцеї волейбол. Згодом біг та заняття в спорт.залі, все аби тримати себе в гарній фізичній формі.
У лютому 2021 року призваний за контрактом Южноукраїнським МТЦК та СП Миколаївської області. Солдат, номер обслуги 2-ого артилерійського взводу 12-ої артилерійської батареї 4-ого артилерійського дивізіону. 40-а окрема артилерійська бригада імені Великого князя Вітовта, в.ч. А2227.
Під час служби брав участь у змаганнях з гирьового спорту. А на навчаннях, в польових умовах власними силами з побратимами змайстрували спортивний куток-качалку.
Олександру подобалась військова справа. Планував стати навідником гармати, але війна зруйнувала плани. Під час повномасштабного вторгнення Росії на територію України (24.02.2022 р.) Сашко одним з перших вирушив на бойові позиції, обороняв кордони Харківщини.

Загинув 06.06.2022року, отримавши поранення несумісне з життям під час виконання бойового завдання в зоні проведення бойових дій щодо захисту України, поблизу населеного пункту Червоне Ізюмського району Харківської області.
Похований в м. Южноукраїнськ на Алеї Слави.

## Державні нагороди
- медаль «Захиснику Вітчизни» (N°418, 17 червня 2022 року)[3];
- Орден «За мужність» III ступеня (Nº614, 24 серпня 2022 року) посмертно[4].

## Вшанування пам'яті
- В серпні 2023 р. за ініціативою мами та сестри Олександра створено мурал (вул. Європейська 56) на честь молодого Героя та всіх захисників міста.[5]
- Почесний громадянин Южноукраїнської міської територіальної громади (посмертно).[6]